# Woolpower

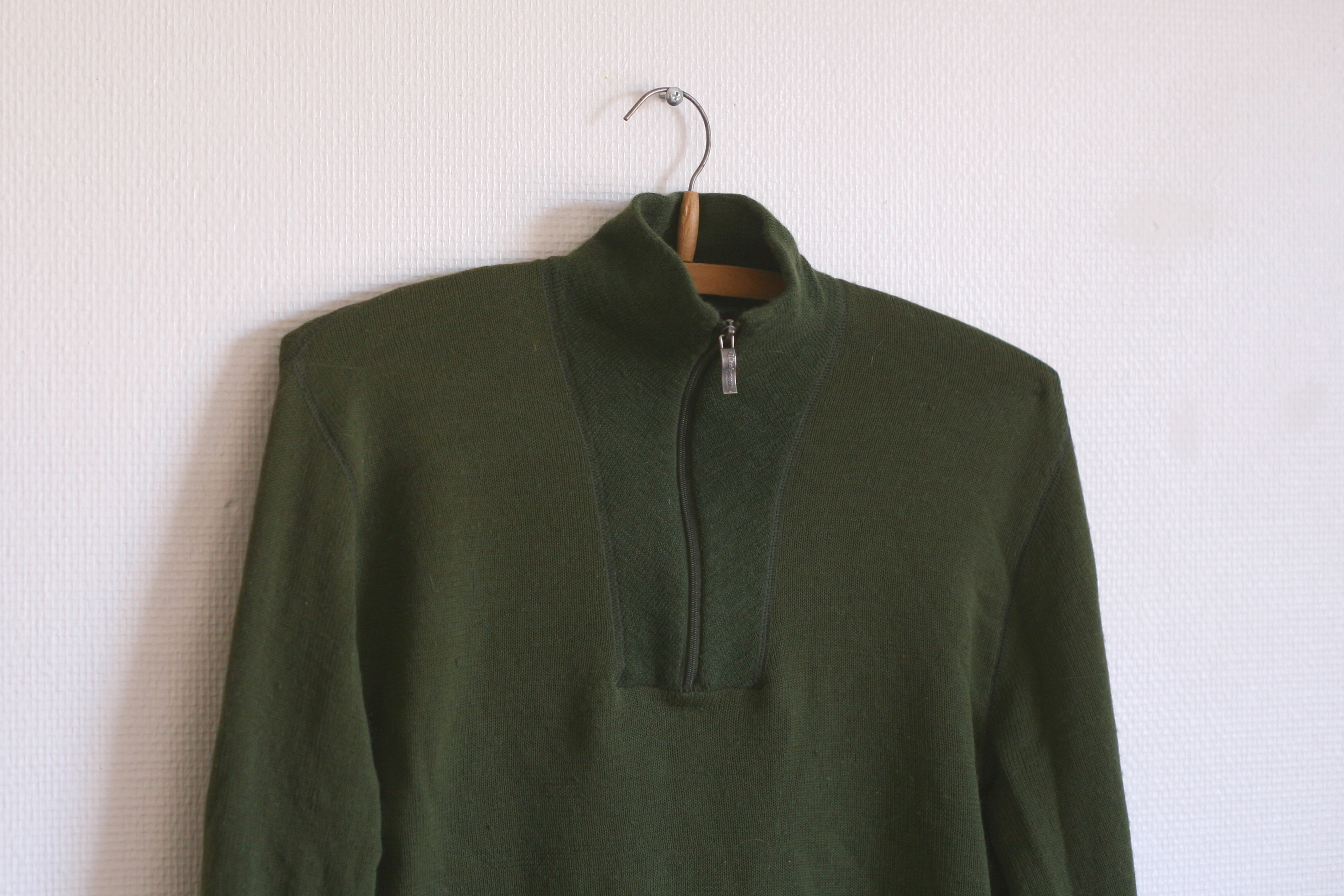
Troyer der Firma Woolpower

Woolpower ist eine Marke des schwedischen Herstellers Ullfrotté AB für Thermounterwäsche für zivile und militärische Anwender. Das Unternehmen stellt Bekleidung für die erste und zweite Bekleidungsschicht, sowie Socken, Handschuhe und Mützen her. Neben dem neuseeländischen Unternehmen Icebreaker ist Woolpower der weltweit zweitgrößte Produzent von Funktionsbekleidung mit Anteilen von Merinowolle.

## Geschichte und Produktion
Die Firma wurde 1969 in Östersund im nördlichen Schweden, 350 km südlich des Polarkreises, gegründet und ist in Familienbesitz. Die Woolpower-Produkte werden in Östersund gestaltet, produziert und vertrieben. Die Firma ist im Besitz der Gränsfors Bruks Moderbolag, einer familiengeführten Unternehmensgruppe, zu der auch die Gränsfors-Axtschmiede gehört. Bereits in den 1970er-Jahren hatten die Ingenieure die positiven Eigenschaften von besonders feiner Schurwolle entdeckt. Zunächst stellte die Firma Nylonstrumpfhosen her und verfügte bereits über das technische Know-how. Die Ingenieure suchten ein robustes Material, das sowohl bei körperlicher Anstrengung wie auch im Ruhezustand einen guten Kälteschutz bietet. 
Zunächst wurden die Produkte unter dem Namen Ullfrotté vertrieben. Da der Name Ullfrotté in Schweden nicht schützbar ist, kamen dort einige Plagiate der Firma auf den Markt. Die Firmenleitung hatte sich daraufhin 2006 entschieden, nunmehr ihre Produkte unter dem Namen Woolpower zu vertreiben und in diesem Zuge ihr Sortiment auf Unisex-Größen umzustellen.

## Ullfrotté Original
Im Jahr 1972 entwickelte Woolpower sein bekanntestes Material Ullfrotté Original in Zusammenarbeit mit dem schwedischen Militär. Ullfrotté besteht aus ⅔ feiner patagonischer Merinowolle und ⅓ synthetischen Fasern (z. B. Polyester oder Polyamid). Durch die Mischung hat das Material eine hohe Isolationskraft, bleibt aber atmungsaktiv. Durch den Synthetik-Anteil sind die Produkte auch mechanisch widerstandsfähig.

## Arbeitskleidung
Woolpower produziert professionelle Arbeitsbekleidung für unterschiedliche Branchen. So zählen zu den Kunden ihrer Arbeits- und Schutzkleidung Bau- und Waldarbeiter, Reinigungs- und Entsorgungsdienste, Polizei, Feuerwehren, die Bundeswehr und die Schwedischen Streitkräfte. Bei speziellen Produkten der Woolpower-Oberbekleidung werden dem Wollgarn Aramidfasern zugesetzt, um eine höhere Hitze- und Feuerbeständigkeit zu erreichen. Diese Kleidungsstücke tragen den Zusatz FR (Flame Resistant) und die CE-Kennzeichnung. Alle FR-Produkte von Woolpower erfüllen die Anforderungen der EU-Normen für persönliche Schutzausrüstungen an kalten Arbeitsplätzen (EN 342 Kälteschutzbekleidung (Thermal lining)) sowie in Bezug auf Schutz gegen Hitze und Flammen (EN 531).